# Adaptation
Adaptation eller adaption anvendes, når noget tilpasser sig noget andet. F.eks. bruges udtrykket adaptation inden for økologien om en arts evolutionære tilpasning til sine omgivelser.